# Piletocera opacalis
Piletocera opacalis is een vlinder uit de familie grasmotten (Crambidae). De wetenschappelijke naam van deze soort is voor het eerst geldig gepubliceerd in 1926 door Rebel.
De soort komt voor in tropisch Afrika.